# Александар Музиченко
Александар Музиченко (рус. Александр Алексеевич Музыченко; рођен 7. маја 1955) је пензионисани совјетски и руски једриличар и олимпијски шампион.

## Биографија
Рођен је 7. маја 1955. у Омску. Почео је да једри са шест година на Иртишу. Био је освајач бронзане медаље на Европском првенству у класи „Звезда” 1977, двоструки првак Европе и освајач Светског купа у класи „Звезда” 1978. и 1979, освајач сребрне медаље на Европском првенству у класи „Звезда” 1980. и 1982. и освајач златне медаље заједно са Валентином Манкином на Летњим олимпијским играма 1980. године у Москви. По завршетку спортске каријере ради као технички директор у пољопривредном предузећу у Летонији. Данас живи у Ригу. Добитник је награде „Јахташ године 2013” у категорији „Легенда једрења”.